# Oliver Kirch
Oliver Kirch (* 21. August 1982 in Soest) ist ein ehemaliger deutscher Fußballspieler und heutiger -trainer. Er spielte vorzugsweise im Mittelfeld, entweder als defensiver Mittelfeldspieler oder auf der rechten Außenbahn, konnte aber auch in der Abwehr als rechter Außenverteidiger agieren. Er stand unter anderem bei Borussia Mönchengladbach und Borussia Dortmund unter Vertrag.

## Spielerkarriere
Kirch wuchs im Dortmunder Stadtteil Körne und in Legden im Münsterland auf und begann mit fünf Jahren, bei den Bambini des SuS Legden Fußball zu spielen. Er blieb dort neun Jahre lang und ist seit über 25 Jahren Mitglied des Vereins. Zur B-Jugend wechselte er zu SuS Stadtlohn und zur A-Jugend zur SpVgg Vreden.
Über den SC Verl kam in der Saison 2003/04 zu Borussia Mönchengladbach und erhielt einen Profivertrag. In seinem ersten Profijahr wurde er achtmal eingesetzt. Ab Herbst 2004 fiel er wegen einer Knieverletzung für über acht Monate aus. Am 18. August 2006 stand Kirch im Bundesligaspiel gegen den 1. FC Nürnberg erstmals seit September 2003 wieder in der Startelf. 2007 verließ er den Verein und wechselte zu Arminia Bielefeld, für die er in seinem ersten Spiel seinen ersten Bundesligatreffer erzielte.
Kirch wechselte zur Saison 2010/11 zum 1. FC Kaiserslautern, bei dem er einen Dreijahresvertrag unterschrieb. Der FCK machte als Aufsteiger in dieser Saison unter anderem durch Siege gegen den FC Bayern (2:0), Schalke 04 (5:0) und ein 3:3-Unentschieden nach 0:3-Rückstand gegen den VfB Stuttgart auf sich aufmerksam. Kirch war an diesen Spielen beteiligt und wurde insgesamt in 29 Ligaspielen eingesetzt. Er spielte auf verschiedenen Positionen, am häufigsten im rechten oder zentralen Mittelfeld und als Rechtsverteidiger. Die Mannschaft hielt die Klasse und errang am Ende der Saison noch den 7. Platz in der Tabelle. In der nächsten Saison konnte sich der FCK nicht aus der Abstiegszone befreien und verblieb zuletzt über mehrere Wochen auf dem letzten Tabellenplatz. Kirch war zunächst wieder als Stammspieler gesetzt gewesen, verlor diese Rolle aber mit Beginn der Rückrunde. Am 21. April 2012 (32. Spieltag) erzielte er gegen Hertha BSC beim 2:1-Auswärtssieg sein einziges Bundesligator für den FCK.
Zur Saison 2012/13 wechselte Kirch zum damaligen deutschen Meister Borussia Dortmund und unterschrieb einen Zweijahresvertrag bis zum 30. Juni 2014, welcher im Mai 2014 noch einmal um zwei Jahre bis zum 30. Juni 2016 verlängert wurde. Im Dezember 2012 absolvierte er sein Debüt in der Champions League beim 1:0-Sieg gegen Manchester City. Am 27. April 2014 schoss er sein erstes Tor für den BVB gegen Bayer 04 Leverkusen (2:2). Insgesamt bestritt Kirch 30 Pflichtspiele für den BVB, dabei schoss er zwei Tore und bereitete zwei Tore vor. In weiteren 48 Begegnungen stand er im Kader. Trotz guter Leistungen kam Kirch nicht über die Rolle als Ersatzspieler hinaus.
Am 30. August 2015 wechselte er zum Zweitligisten und Erstligaabsteiger SC Paderborn 07, bei dem er einen Zweijahresvertrag unterschrieb. Da sein Vertrag nach dem Abstieg des SC Paderborn nicht für die 3. Liga galt, beendete Kirch am 6. Juli 2016 seine Karriere als Profi.

## Trainerkarriere
Seit Anfang 2018 war Kirch als Trainer bei Arminia Bielefeld tätig. Zunächst bis zum Ende der Saison 2017/18 bei der zweiten Mannschaft als Co-Trainer von André Kording eingesetzt, fungierte er in der Saison 2018/19 als Co-Trainer von Arsenije Klisuric bei den B1-Junioren (U17), die in der B-Junioren-Bundesliga West spielten. Zur Saison 2019/20 übernahm er die A-Junioren (U19) in der A-Junioren-Bundesliga West als Cheftrainer und wechselte Anfang 2020 auf den Posten des Entwicklungstrainers als Bindeglied zwischen Nachwuchs- und Profibereich. Zur Saison 2020/21 übernahm er erneut die U19. Aufgrund der COVID-19-Pandemie wurde die Spielzeit jedoch im November 2020 nach wenigen Spieltagen abgebrochen.
Zur Saison 2021/22 übernahm Kirch die U19 des Hamburger SV, die in der A-Junioren-Bundesliga Nord/Nordost spielte. In der ersten Saison, die nur in einer einfachen Runde mit 18 Spieltagen ausgetragen wurde, befand sich die Mannschaft im Abstiegskampf. Sie schloss die Spielzeit auf dem 10. Platz mit 4 Punkten auf den ersten Absteiger ab. Auch in der Saison 2022/23 wurde nur eine Hinrunde ausgetragen. Bis zur Winterpause befand sich das Team im unteren Tabellenmittelfeld. In der zweiten Saisonhälfte blieb man ohne Niederlage, holte mit 5 Siegen und einem Unentschieden aus 6 Spielen 16 Punkte und schloss auf dem dritten Rang ab. Die Hamburger qualifizierten sich dadurch direkt für den prestigeträchtigen DFB-Pokal der Junioren. Kirch und die sportliche Leitung entschieden sich einvernehmlich, seinen zum Saisonende auslaufenden Vertrag nicht zu verlängern.
Zur Saison 2023/24 übernahm Kirch als Trainer der U19 von Borussia Mönchengladbach die Nachfolge von Alexander Ende, der seinerseits auf den Cheftrainerposten beim Drittligisten SC Verl wechselte.
Im Januar 2023 wurde er, als einer von 16 Teilnehmern, für den Lehrgang der DFB-Pro-Lizenz angenommen.

## Familie
Kirch war seit November 2010 mit dem Model Jana Flötotto verlobt. Die standesamtliche Heirat fand im Dezember 2011 im Central Park in New York City statt, die kirchliche Eheschließung fand im Mai 2012 in der Apostelkirche zu Gütersloh statt.